# کائوری موموئی
کائوری موموئی (انگلیسی: Kaori Momoi؛ زادهٔ ۸ آوریل ۱۹۵۲) هنرپیشه اهل ژاپن است. از فیلم‌هایی که وی در آن نقش داشته است، می‌توان به خاطرات یک گیشا، دستمال زرد و کاگه‌موشا اشاره کرد.